# Sint Anthoniepolder

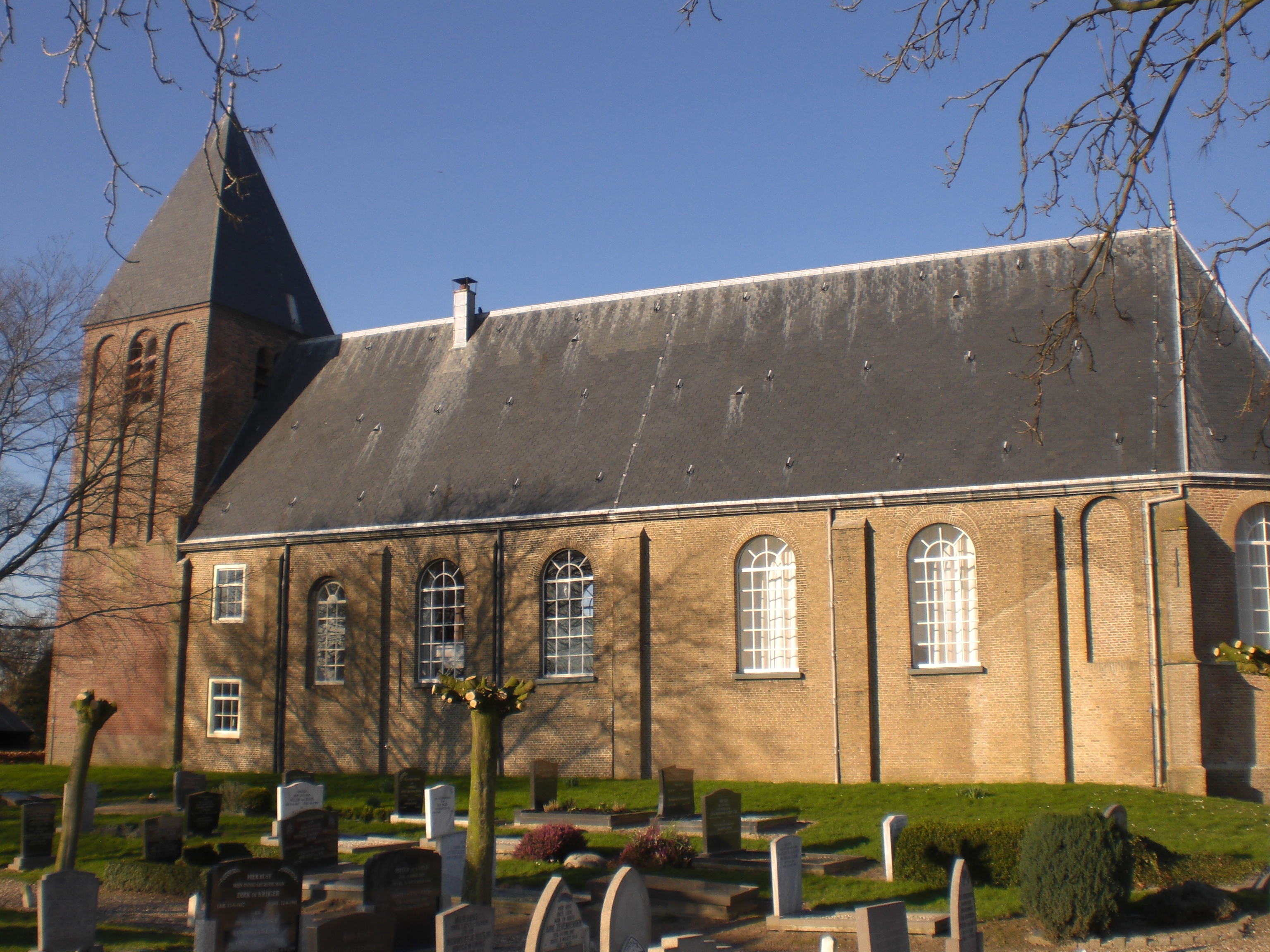
Het kerkje van Sint Anthoniepolder

Sint Anthoniepolder of Sint Anthonypolder is een polder en een gehucht in de gemeente Hoeksche Waard, provincie Zuid-Holland, Nederland. De polder is gelegen aan de Binnenbedijkte Maas. Sint Anthoniepolder was een zelfstandig dorp tot 1 januari 1812, toen werd het toegevoegd aan de gemeente Maasdam. Op 1 april 1817 werd het dorp weer zelfstandig, totdat het op 1 januari 1832 opnieuw werd toegevoegd aan Maasdam. Sinds 1984 maakte Maasdam deel uit van de gemeente Binnenmaas.
De Sint Anthoniepolder is (met de polder Oud Bonaventura) de enige polder in de huidige Hoeksche Waard die niet overstroomd raakte tijdens de Sint-Elisabethsvloed van 1421. Daardoor is Sint Anthoniepolder in het bezit van het oudste kerkje op de Hoeksche Waard, een in romaanse stijl opgetrokken gebouwtje met klokkentoren. Dominee Schmidt, de vader van Annie M.G. Schmidt, had hier begin 20e eeuw zijn eerste standplaats.